# Premio Bungei
El Premio Bungei (文藝賞 Bungeishō?) es un premio literario japonés que otorga la editorial Kawade Shobō Shinsha. Fue otorgado por primera vez en 1962 y su objetivo es el reconocimiento de nuevos escritores. Lo han ganado muchos escritores que luego alcanzaron la fama, mientras que otros ganadores del premio Bungei no han alcanzado un mayor reconocimiento literario.

## Ganadores
Kawade Shobō Shinsha tiene una lista oficial completa de los trabajos premiados.
| Año  | Ganador                      | Título                                                                          | Otros premios del autor                                           |
| ---- | ---------------------------- | ------------------------------------------------------------------------------- | ----------------------------------------------------------------- |
| 1962 | Kazumi Takahashi             | (悲の器 Hinoutsuwa?)                                                            |                                                                   |
| 1962 | Meisei Goto                  | Mención de honor para (関係 Kankei?)                                            | Premio Tanizaki                                                   |
| 1963 | Kazuko Saegusa               | Mención de honor para (葬送の朝 Sōsō no asa?)                                   | Premio Izumi Kyōka                                                |
| 1979 | Katsusuke Miyauchi           | (南風 Nanpū?)                                                                   | Premio Yomiuri, Premio Itō Sei                                    |
| 1980 | Yasuo Tanaka                 | (なんとなく、クリスタル Nantokunaku, kurisutaru?)                               |                                                                   |
| 1983 | Masayo Yamamoto              | (応為坦坦錄 Ōi tantanroku?)                                                     | Premio Mishima Yukio                                              |
| 1985 | Amy Yamada                   | Bedtime Eyes (ベッドタイムアイズBedtime Eyes?)                                  | Premio Naoki, Premio Izumi Kyōka, Premio Yomiuri, Premio Tanizaki |
| 1987 | Jūgi Hisama                  | Mención de honor para el Money Game (マネーゲームMoney Game?)                   | Premio Mishima Yukio                                              |
| 1988 | Mayumi Nagano                | (少年アリス Shōnen Arisu?)                                                      | Premio Izumi Kyōka, Premio Noma                                   |
| 1989 | Sunao Ashihara               | SÍ・SÍ SÍ・SÍ                                                                   | Premio Naoki                                                      |
| 1995 | Takami Itō                   | (助手席にて、グルグル・ダンスを踊って Joshuseki nite, guruguru dansu o odotte?) | Premio Akutagawa                                                  |
| 1997 | Seigō Suzuki                 | Radio Days (ラジオデイズRadio Days?)                                            | Premio Mishima Yukio                                              |
| 1997 | En Japonés, Tomoyuki Hoshino | (最後の吐息 Saigo no toiki?)                                                    | Premio Mishima Yukio, Premio Noma                                 |
| 1998 | Maki Kashimada               | (二匹 Nihiki?)                                                                  | Premio Mishima Yukio, Premio Noma, Premio Akutagawa               |
| 2000 | Akira Kuroda                 | Made in Japan (メイドインジャパンMade in Japan?)                                |                                                                   |
| 2001 | Risa Wataya                  | Install (インストールInstall?)                                                  | Premio Akutagawa                                                  |
| 2003 | Keisuke Hada                 | 黒冷水 (黒冷水 Kokureisui?)                                                     | Premio Akutagawa                                                  |
| 2004 | Nao-Cola Yamazaki            | (人のセックスを笑うな Hito no sekkusu o warauna?)                               | Premio Shimase                                                    |
| 2005 | Nanae Aoyama                 | (窓の灯 Mado no akari?)                                                         | Premio Akutagawa                                                  |
| 2017 | Chisako Wakatake             | (おらおらでひとりいぐも Ora ora de hitori igumo?)                               | Premio Akutagawa                                                  |